# Conrad Ansorge

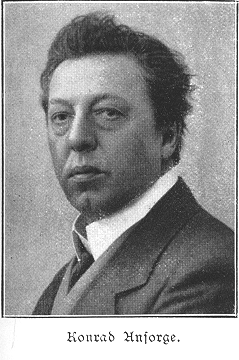

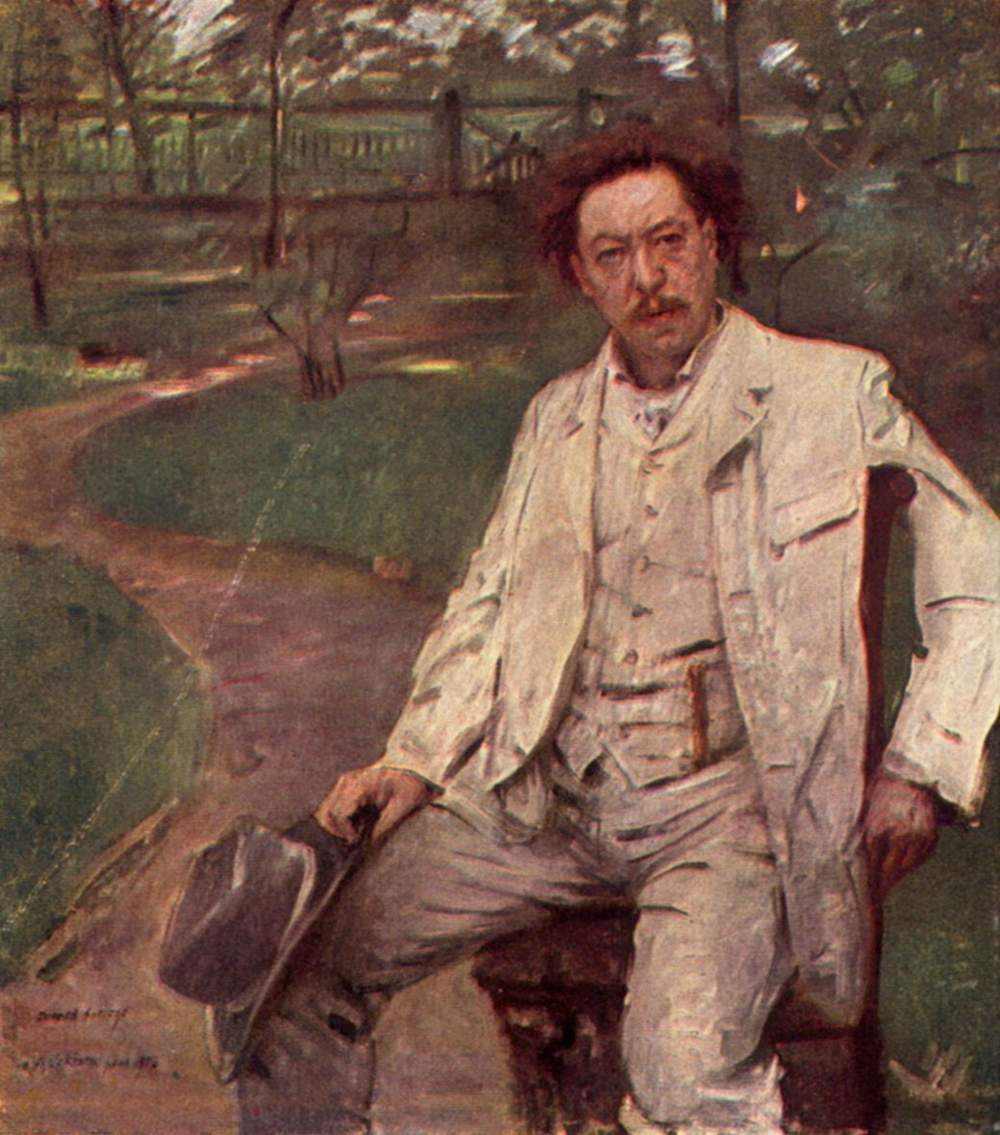
Portret van Conrad Ansorge, Lovis Corinth, 1903

Conrad Eduard Reinhold Ansorge (Bukówka (Buchwald), 15 oktober 1862 -  Berlijn, 13 februari 1930) was een Duits pianist, muziekpedagoog en componist.

## Levensloop
Ansorge studeerde tussen 1880 en 1882 aan het conservatorium in Leipzig, en was leerling van Franz Liszt in Weimar in 1885 en 1886. Hij maakte concertreizen door Europa en de Verenigde Staten. Hij werd bekend door zijn vertolkingen van de werken van Beethoven.
Op 15 april 1890 werd zijn "Orpheussymfonie" in de Steinway Hall in New York uitgevoerd, met als dirigent Theodore Thomas. Hij werd pianodocent in Weimar in 1893. Van 1898 tot 1903 gaf hij les in Berlijn aan het conservatorium.
In 1920 werd hij hoofd van de pianoafdeling aan de Duitse Academie voor muziek en uitvoerende kunsten in Praag.
Studenten van Conrad Ansorge waren onder anderen: Selim Palmgren, Eduard Erdmann, James Simon, Alice Herz-Sommer en Wilhelm Furtwängler.
Ansorge maakte opnamen op de Welte-Mignon pianola in 1905 met muziek van Liszt, Schumann en anderen. Hij schreef ook een requiem, twee symfonieën, een pianoconcert, drie pianosonates, twee strijkkwartetten en andere werken. Zijn werk wordt tegenwoordig nog maar zelden uitgevoerd.
Hij trouwde met de pianiste Margarete Wegelin. Hun zoon Joachim (1893-1947) werd ook pianist en docent.

## Werken
- Pianosonate nr. 1, Op. 1
- Traumbilder, Op. 8
- Acht Lieder, Op. 10
- Sieben Gesänge, Op. 11
- Vigilien, Op. 12
- Strijkkwartet, Op. 13
- Fünf Gesänge, Op. 14, ein Cyclus in 4 Gesängen
- Fünf Lieder, Op. 15
- Weidenwald. Umdichtung von Stefan George nach Dante Gabriel Rossetti, Op. 16
- Fünf Lieder, Op. 17
- Erntelieder, nach einem Gedicht von Franz Evers, Op. 18
- Urworte und andere Gedichte von Goethe, Op. 19
- Pianosonate nr. 2, Op. 21
- Lieder und Gesänge für eine Singstimmen mit Begleitung des Pianoforte, Op. 22
- Pianosonate nr. 3 in A majeur, Op. 23
- Cellosonate, Op. 24
- Poolse dansen (arr. voor piano)
- Arrangement voor piano van Bach's "Toccata, Adagio & Fuga"

- Bibsys: 15038875
- Biblioteca Nacional de España: XX5139478
- Bibliothèque nationale de France: cb13890813c (data)
- Gemeinsame Normdatei: 116014326
- International Standard Name Identifier: 0000 0000 5888 433X
- KulturNav: cfdf4ccc-abf0-4e99-be9e-0c25246451fc
- Library of Congress Control Number: no96066285
- Nationale Bibliotheek van Letland: 000313405
- MusicBrainz: 686cab27-fd9d-47e6-8ec1-c34119b6fba4
- Nationale Bibliotheek van Tsjechië: ola2009507711
- Nationale Bibliotheek van Israël: 987007395689105171
- Nationale Bibliotheek van Polen: a0000001649751
- Nederlandse Thesaurus van Auteursnamen: 098196294
- Réseau des bibliothèques de Suisse occidentale: 02-A018763733
- SNAC: w6ks7ckv
- Système universitaire de documentation: 244072663
- Virtual International Authority File: 62289475
- WorldCat: E39PBJgxrWTMdXbxMCrpbQYByd